# Тифус
Тифус (од грч. τῦφος - магла, испарење) је скуп инфективних болести са карактеристичним током: постепено повећавање температуре, болови у стомаку, затвор и брадикардија (пулс испод 50 откуцаја у минуту). Ако се не лечи, болест може да доведе до смрти. Симптоми обично постају уочљиви једну до две недеље након излагања.
Болести су узроковане специфичним типовима бактеријске инфекције. Епидемични тифус узрокује Rickettsia prowazekii, коју шире телесне ваши, скраб тифус се јавља услед Orientia tsutsugamushi коју шире гриње породице Trombiculidae, и ендемични тифус узрокује Rickettsia typhi коју шире буве.
Тренутно не постоји продајно доступна вакцина. Превенција се врши смањивањем изложености организмима који шире болест. Третман је антибиотик доксициклин. Епидемични тифус се генерално јавља током избијања болести, када су присутни лоши санитарни услови и претрпаност. Болест је некад била честа, док се у данашње време ретко јавља. Скраб тифус се јавља у југоисточној Азији, Јапану, и северној Аустралији. Ендемски тифус се јавља у тропским и суптропским областима света.
Тифус је први пут био описан 1528. године. Назив потиче од грчке речи tûphos (τύφος) са значењем магловит, чиме се описује стање ума инфектираних особа. Док „тифоидан” значи „попут тифуса”, тифус и тифоидна грозница су две различите болести узроковане различитим типовима бактерија.

## Знаци и симптоми
Следећи знаци и симптоми односе се на епидемијски тифус, јер је он најважнији из тифусне групе болести.
Знаци и симптоми почињу са наглом појавом грознице, и других грипу сличних симптома након једне или две недеље од инфектирања. Пет до девет дана након почетка симптома, типично се појављује осип прво на трупу и шири се на екстремитете. Овај осип се на крају шири преко већине тела, изузев лица, дланова и табана. Знаци менингоенцефалитиса почињу са осипом и настављају се у другу и трећу недељу. Други знаци менингоенцефалитиса обухватају сензитивност на светло (фотофобија), промењени ментални статус (делиријум), или кому. Нелечени случајеви су често фатални.

## Узроци
Више болести садрже реч „тифус” у свом опису. Типови обухватају:
| Болест                                                                       | Бактерија | Резервоар/вектор                      | Напомене |
| ---------------------------------------------------------------------------- | --------- | ------------------------------------- | --- |
| Епидемични тифус.                                                            |           | Телесне ваши.                         | Кад се термин „тифус” користи без класификације, обично се односи на епидемични тифус. Генерално се сматра да се историјске референце на „тифус” односе на то обољење. |
| Ендемски тифус                                                               |           | буве на пацовима                      | |
| Скраб тифус                                                                  |           | Жетвене гриње на људима или глодарима | |
| Квинслендски крпељски тифус или аустралијски крпељски тифус (и пегави тифус) |           | Крпељи                                | |

## Превенција
Према подацима из 2017. године не постоји продајно доступна вакцина. Вакција је била у развоју за скраб тифус, позната као скраб тифусна вакцина.

## Третман
Америчка асоцијација за јавно здравље препоручује третман базиран на клиничким налазима и пре него што се култивирањем потврди дијагноза. Без третмана, смрт се може јавити код 10 до 60 процената пацијената са епидемијским тифусом, при чему су пацијенти са више од 60 година изложени највећем ризику од смрти. У антибиотичкој ери, смртни исходи нису чести ако се користи доксициклин. У једној студији са 60 хоспитализованих пацијената са епидемијским тифусом, ни један пацијент није умро након што му је дат доксициклин или хлорамфеникол. Неким пацијентима је исто тако неопходан додатни кисеоник и интравенозни флуиди.

## Облици тифоидне грознице
Трбушни тифус изазива бактерија Salmonella Typhi.
Пегави тифус или епидемијски тифус изазива рикеција Rickettsiom prowazeki, а преноси је искључиво телесна ваш (Pediculus humanis corporis).
Ендемски тифус изазива рикеција Rickettsia typhi и преносе их буве (које обично обитавају на пацовима).
Паратифус је лакша форма тифуса коју изазива бактерија Salmonella paratyphi.

## Епидемиологија и патологија
Бацили трбушног тифуса налазе се у столици асимптоматских клицоноша или у столици и урину оних са активном болести. Због неадекватне хигијене бацил се може проширити на комуналне изворе хране или воде. У ендемским подручјима, где су санитарне мере недовољне, бацил тифуса се чешће преноси водом него храном.
Бактерија тифуса улази у тело преко гастроинтестиналног тракта, а у крвоток улази преко лимфних путева.
Око 3% нелечених болесника постају хроничне цревне клицоноше, што значи да излучују микроорганизме столицом дуже од годину дана.

## Ток болести
Инкубација (обично 8-14 дана) зависи од броја прогутаних бактерија. Болест обично почиње постепено са повишеном температуром, главобољом, фарингитисом, затвором, анорексијом и болом у трбуху који је осетљив на палпацију. У ређе симптоме спадају бол при мокрењу, кашаљ, и епистакса.
Ако се не започне терапија, температура постепено расте 2-3 дана, остаје повишена (обично до 39,4-40 °C) наредних 10-14 дана, да би постепено падала крајем 3. недеље и дошла на нормалу током 4. недеље. Продужена грозница обично је праћена брадикардијом и прострацијом, а у тешким случајевима појављују се неуролошки симптоми: делиријум, сопор или кома. Код око 10% болесника на прстима и на трбуху током друге недеље појављују се дискретне ружичасте пеге које на притисак изблеђују (розеоле). Оне нестају за 2 до 5 дана. Перфорација црева, обично у подручју дисталног илеума, јавља се у 1-2% болесника. Чести су спленомегалија, леукопенија, анемија, лезија јетре, протеинурија и блага потрошна коагулопатија. Може доћи и до акутног колецистиса и хепатитиса.
У каснијем стадијуму болести, кад је оштећење црева најизраженије, може доћи до тешког пролива, а столица може садржавати крв. Код око 2% болесника у трећој недељи долази до тешког крварења са смртношћу од око 25%. 
Пнеумонија се може развити у другој или трећој недељи и обично је последица пнеумококне инфекције.
Опоравак може трајати неколико месеци. Осим тога, бактерија понекад може изазвати жаришне инфекције, као што су остеомијелитис, ендокардитис, менингитис, апсцеси меких ткива или гломерулонефритис. У 8 до 10% нелечених болесника, симптоми слични иницијалном клиничком синдрому могу се поново појавити око 2 недеље након пада температуре.
Из нејасних разлога, антибиотска терапија на почетку болести повећава инциденцију фебрилног релапса на 15 до 20%. Ако се терапија антибиотицима поново примени кад дође до релапса, температура пада брзо, за разлику од спорог пада који се види код примарне болести.